# Kohesin
Kohesin är ett proteinkomplex bestående av fyra subenheter som binder samman systerkromatiderna i eukaryota celler från S-fas fram till anafasen då separas bryter ned det. Systerkromatiderna är alltså sammankopplade i hela sin längd fram till anafasen och förekommer alltså inte i den karaktäristiska X-formen. Cohesin-bindningarna underlättar också homolog rekombination.